# X/1872 X1 (Pogson)
X/1872 X1 (Pogson) fue un objeto astronómico de naturaleza desconocida, aunque considerado comúnmente como un cometa, observado por el astrónomo británico Norman Pogson desde el Observatorio de Madrás, India, en las madrugadas de los días 3 y 4 de diciembre de 1872, mientras intentaba observar el ya entonces desaparecido Cometa Biela. El objeto no volvió a ser observado ni por Pogson ni por ningún otro astrónomo por lo que su naturaleza nunca ha sido determinada.

## Historia observacional
En los dos últimos pasos por el perihelio del Cometa Biela, en 1845 y 1852, se había observado que se había dividido en dos fragmentos. El astrónomo prusiano Heinrich Louis d'Arrest había calculado que para el paso de 1852 cada fragmento tendría una diferencia de su periodo de revolución de 15,5 días y que para el paso de 1872 uno de los núcleos se encontraría en el nodo de su órbita precisamente al paso de la Tierra. La impresionante lluvia de estrellas que tuvo lugar el 27 el noviembre de 1872 movió al astrónomo alemán Wilhelm Klinkerfues a pensar que se trataba del encuentro de la Tierra con uno de los fragmentos del cometa Biela y, tras analizar el radiante de los meteoros, mandó un telegrama al astrónomo británico Norman Pogson en el Observatorio de Madrás, que por su situación era el más apropiado para observar el cometa, urgiéndole a buscar el mismo en las cercanías de Theta Centauri. Tras unos días nublados, Pogson por fin pudo observar un objeto en la madrugada del 3 de diciembre que él describió como "brillante, circular, de 45 segundos de arco de diámetro, núcleo definido y coma no discernible". Al día siguiente lo volvió a observar calculándole un diámetro de 75 segundos de arco y esta vez observó una débil coma de 7,4 minutos de arco. Posteriores días de mal tiempo imposibilitaron a Pogson de volver a observar el cometa.
La posible identidad con el cometa Biela tanto del objeto observado por Pogson así como de la lluvia de estrellas del 27 de noviembre de 1872 fue ampliamente comentado en años posteriores. Por supuesto, a Klinkerfues no le quedaba duda de esa identidad en al menos uno de los dos fragmentos del cometa. La principal dificultad estribaba en que la última observación del cometa Biela databa de 1852 y las efemérides calculadas indicaban que el cometa hubiese debido pasar por el perihelio con doce semanas de adelanto respecto a lo observado si se admitía que la lluvia de meteoros estaba relacionada con el cometa Biela. El astrónomos austriaco Johann Holetschek y alemán Carl Friedrich Wilhelm Peters estimaban improbable que el objeto observado por Pogson fuese el cometa Biela aunque sí consideraban que la Tierra había pasado por su cola o un enjambre de restos del mismo el 27 de noviembre motivando la lluvia de estrellas. El también austriaco Theodor von Oppolzer, quien incluso estaba en un principio inclinado a aceptar la identidad del objeto de Pogson con el cometa Biela, tenía también esta misma opinión. Por otro lado, el británico George Lyon Tupman y el alemán Karl Christian Bruhns estimaban que el objeto de Pogson ni era el cometa Biela ni estaba relacionado con la lluvia de estrellas del 27 de noviembre. Este último opinaba que se trataba de un nuevo cometa.